# Canfrancesco della Scala
Canfrancesco della Scala era fill d'Antoni I della Scala. Enderrocat el seu pare pels Visconti de Milà va fugir a Ravenna amb son sogre, i Canfrancesco va intentar resistir (octubre de 1387) però sense èxit, per la qual cosa va seguir al seu pare a l'exili a Ravenna. Encara vivia el 1392 i no se sap la data de la seva mort.